# Parafia Wniebowzięcia Najświętszej Maryi Panny w Budapeszcie
Parafia Wniebowzięcia Najświętszej Maryi Panny w Budapeszcie (węg. Nagyboldogasszony főplébánia) – parafia znajdująca się w archidiecezji ostrzyhomsko-budapeszteńskiej w dekanacie Buda-Centrum, na Węgrzech.
W parafii służy 2 kapłanów. Liczy ok. 1500 wiernych.
Kościół parafialny Wniebowzięcia NMP, znany bardziej jako kościół Macieja, to jeden z najważniejszych i najbardziej znanych kościołów węgierskich.